# Baročno kiparstvo
Baročno kiparstvo je kiparstvo, ki je povezano z baročnim slogom v obdobju med zgodnjim 17. in sredino 18. stoletja. V baročnem kiparstvu so skupine figur dobile nov pomen, prišlo je do dinamičnega gibanja in energije človeških oblik – spiralno se vrtijo okoli praznega osrednjega vrtinca ali segajo navzven v okoliški prostor. Baročna skulptura je imela pogosto več idealnih kotov gledanja in je odražala splošno nadaljevanje renesančnega odmika od reliefa k okrogli skulpturi, ki je bila zasnovana za postavitev sredi velikega prostora – dodelane fontane, kot je Berninijev Vodnjak štirih rek (Rim, 1651) ali tiste v vrtovih Versajske palače so bile baročna posebnost. Baročni slog je bil popolnoma primeren za kiparstvo, pri čemer je bil Bernini prevladujoča osebnost te dobe v delih, kot je Zamaknjenje svete Terezije (1647–1652). Veliko baročnih kipov je dodalo dodatne kiparske elemente, na primer skrito razsvetljavo ali vodne fontane ali zlilo kiparstvo in arhitekturo, da bi ustvarilo transformativno izkušnjo za gledalca. Umetniki so se videli kot v klasični tradiciji, vendar so občudovali helenistično in pozneje rimsko kiparstvo, namesto tistega iz bolj klasičnih obdobij, kot jih vidimo danes.
Baročno kiparstvo je sledilo renesančnemu in manierističnemu kiparstvu, nasledila sta ga rokoko in neoklasicistično kiparstvo. Rim je bil najzgodnejše središče oblikovanja sloga. Slog se je razširil v preostalo Evropo, zlasti Francija je dala novo smer v poznem 17. stoletju. Sčasoma se je razširil izven Evrope v kolonialne posesti evropskih sil, zlasti v Latinski Ameriki in na Filipinih.
Protestantska reformacija je skoraj popolnoma ustavila religiozno kiparstvo v večjem delu Severne Evrope in čeprav se je posvetno kiparstvo, zlasti za portretne doprsne kipe in nagrobne spomenike, nadaljevalo, nizozemska zlata doba nima pomembne kiparske komponente razen zlatarstva. Deloma v neposredni reakciji je bilo kiparstvo v katolicizmu enako pomembno kot v poznem srednjem veku. Katoliška južna Nizozemska je doživela razcvet baročnega kiparstva od druge polovice 17. stoletja s številnimi lokalnimi delavnicami, ki so izdelovale široko paleto baročnih kipov, vključno s cerkvenim pohištvom, nagrobnimi spomeniki in manjšimi skulpturami, izdelanimi iz slonovine in trpežnega lesa, kot je pušpan. Flamski kiparji bodo igrali vidno vlogo pri širjenju baročnega idioma v tujini, vključno z Nizozemsko republiko, Italijo, Anglijo, Švedsko in Francijo.
V 18. stoletju se je veliko kiparstva nadaljevalo po baročnih linijah – vodnjak Trevi je bil dokončan šele leta 1762. Rokokojski slog je bil bolj primeren za manjša dela.

## Izvor in značilnosti
Baročni slog je izšel iz renesančnega kiparstva, ki je, opirajoč se na klasično grško in rimsko kiparstvo, idealiziralo človeško obliko. To je spremenil manierizem, ko so si umetniki prizadevali svojim delom dati edinstven in oseben slog. Manierizem je uvedel idejo o skulpturah z močnimi kontrasti; mladost in starost, lepota in grdota, moški in ženske. Manierizem je uvedel tudi način figura serpentinata, ki je postal glavna značilnost baročnega kiparstva. To je bila razporeditev figur ali skupin figur v vzpenjajoči se spirali, ki je delu dala lahkotnost in gibanje.
Michelangelo je uvedel figuro serpentinato v Umirajočem sužnju (1513–1516) in Genij zmage (1520–1525), vendar je bilo ta dela namenjena ogledu z enega samega vidika. V delu italijanskega kiparja Giambologne iz poznega 16. stoletja, Ugrabitev Sabink (1581–1583) uvedel nov element; to delo naj ne bi bilo videti z enega, ampak z več zornih kotov in se spreminjalo glede na zorni kot. To je postala zelo pogosta značilnost baročnega kiparstva. Delo Giambologne je imelo močan vpliv na mojstre baročne dobe, zlasti na Berninija.
Drug pomemben vpliv, ki je privedel do baročnega sloga, je bila katoliška cerkev, ki je iskala umetniško orožje v boju proti vzponu protestantizma. Tridentinski koncil (1545–1563) je dal papežu večja pooblastila za vodenje umetniškega ustvarjanja in izrazil ostro nestrinjanje z doktrinami humanizma, ki so bile osrednjega pomena za umetnost v renesansi. Med pontifikatom Pavla V. (1605–1621) je cerkev začela razvijati umetniške doktrine, da bi se zoperstavila reformaciji, in naročila novim umetnikom, da jih izvedejo.

## Bernini in rimsko baročno kiparstvo
Dominantna osebnost baročnega kiparstva je bil Gian Lorenzo Bernini (1598–1680). Bil je sin florentinskega kiparja Pietra Berninija, ki ga je v Rim poklical papež Pavel V. Mladi Bernini je svoja prva samostojna dela naredil pri petnajstih letih, v letih 1618–1625 pa je prejel veliko naročilo za kipe za vilo Borghese kardinala Scipiona Borgheseja. Njegova dela, zelo dramatična, oblikovana tako, da jih je mogoče videti z več zornih kotov in se spiralno dvigajo, so imela izjemen vpliv na evropsko kiparstvo. Še naprej je prevladoval v italijanskem kiparstvu s svojimi deli na rimskih vodnjakih, baldahinu sv. Petra in grobnici papeža Aleksandra VII. v baziliki svetega Petra ter svojem oltarnem ansamblu za cerkev Santa-Maria della Vittoria v Rimu. Prejel je svoje zadnje kiparsko naročilo za fontano Slon (1665–1667), ki mu je sledila serija angelov za most Ponte Sant'Angelo v Rimu (1667–69).
Bernini je umrl leta 1680, vendar je njegov slog vplival na kiparje po vsej Evropi, zlasti v Franciji, na Bavarskem in v Avstriji.
- Ugrabitev Perzefone (1621–1622), Gian Lorenzo Bernini (Galerija Borghese)
- Apolon in Dafne (1622–1625), Gian Lorenzo Bernini (Galerija Borghese)
- David (1623–1624), Gian Lorenzo Bernini (Galerija Borghese)
- Zamaknjenje svete Terezije (1647-1652), Gian Lorenzo Bernini (Santa Maria Della Victoria, Rim)
- Vodnjak štirih rek, Rim (1648-1651)
- Angel s sulico (1667-1669) Ponte Sant'Angelo, Rim

## Maderno, Mochi in drugi italijanski baročni kiparji
Zaradi velikodušnih papeških naročil je Rim postal magnet za kiparje v Italiji in po Evropi. Okrasili so cerkve, trge in, kar je rimska posebnost, priljubljene nove fontane, ki so jih po mestu ustvarili papeži. Stefano Maderno (1576–1636), po rodu iz Bissona v Lombardiji, je bil pred Berninijevim delom. Kariero je začel z izdelavo pomanjšanih kopij klasičnih del v bronu. Njegovo glavno obsežno delo je bil kip Mučeništvo svete Cecile (1600, za cerkev Santa Cecilia in Trastevere v Rimu. Svetničino telo leži iztegnjeno, kot bi bilo v sarkofagu, kar vzbuja občutek patosa.[9] ]
Drugi pomemben rimski kipar je bil Francesco Mochi (1580–1654), rojen v Montevarchiju blizu Firenc. Izdelal je slavni bronasti konjeniški kip Aleksandra Farneseja za glavni trg v Piacenzi (1620–1625) in živopisan kip svete Veronike za baziliko svetega Petra, ki je bila tako dejavna, da se zdi, da bo skočila iz niše.
Med drugimi pomembnimi italijanskimi baročnimi kiparji je bil Alessandro Algardi (1598–1654), čigar prvo večje naročilo je bila grobnica papeža Leona XI. v Vatikanu. Veljal je za Berninijevega tekmeca, čeprav je bilo njegovo delo podobno v slogu. Njegova druga večja dela so vključevala velik izklesan relief legendarnega Srečanja med papežem Leonom I. in Hunom Atilo (1646–1653), na katerem je papež prepričeval Atilo, naj ne napade Rima.
Flamski kipar François Duquesnoy (1597–1643) je bil še ena pomembna osebnost italijanskega baroka. Bil je prijatelj slikarja Poussina, znan pa je bil predvsem po kipu svete Suzane v Santa Maria de Loreto v Rimu in kipu svetega Andreja (1629–1633) v Vatikanu. Imenovan je bil za kraljevega kiparja Ludvika XIII., vendar je umrl leta 1643 med potovanjem iz Rima v Pariz.
Med glavnimi kiparji v poznem obdobju je bil Niccolo Salvi (1697–1751), čigar najbolj znano delo je bila zasnova vodnjaka Trevi (1732–1751). Vodnjak je vseboval tudi alegorična dela drugih uglednih italijanskih baročnih kiparjev, med njimi Filippo della Valle, Pietro Bracci in Giovanni Grossi. Vodnjak je v vsej svoji veličini in bogastvu predstavljal sklepno dejanje italijanskega baroka.
- Sveta Cecilija (1599), Stefano Maderno, Santa Cecelia in Travestere, Rim
- Saint Andrej, François Duquesnoy (1629–33), bazilika sv. Petra, Vatikan
- Sveta Veronika,  Francesco Mochi (1640), Vatikan
- Srečanje Attila Huna in papeža Leona I., Alessandro Algardi
- Vodnjak Trevi, Niccolo Salvi (1732–51)

## Francija
Večji del francoskega baročnega kiparstva ni bil namenjen poveličevanju Cerkve, temveč francoskega monarha Ludvika XIV. in njegovega naslednika Ludvika XV. Velik del so izdelali kiparji nove Kraljeve akademije za slikarstvo in kiparstvo (Académie Royale de Peinture et de Sculpture), ustanovljene leta 1648, ki jo je pozneje skrbno nadzoroval Jean-Baptiste Colbert, kraljevi minister za finance. Francoski kiparji so tesno sodelovali s slikarji, arhitekti in krajinskimi oblikovalci, kot je André le Notre, da bi ustvarili kiparske učinke v Versajski palači in njenih vrtovih, drugih kraljevih rezidencah ter kipe za nove mestne trge, ustvarjene v Parizu in drugih francoskih mestih. Colbert je ustanovil tudi Francosko akademijo v Rimu (Académie de France à Rome), da so lahko francoski kiparji in slikarji preučevali klasične modele.
V zgodnjem obdobju baroka so na francoske kiparje močno vplivali slikarji Flandrije in Nizozemske. zlasti manierizem Giambologne, namesto kiparstva Italije. Ti umetniki so bili Germain Pilon (1525–1590), Jean Varin (1604–1672) in Jacques Sarrazin (1592–1660). Sam Bernini je leta 1665 na vrhuncu svoje slave prišel v Pariz, da bi Ludviku XIV. predstavil svoj načrt za Louvre. Kralju ni bil všeč Bernini ali njegovo delo in načrt je bil zavrnjen, čeprav je Bernini izdelal lep doprsni kip Ludvika XIV., ki je zdaj na ogled v Versajski palači.
Najboljši francoski kiparji so bili angažirani za izdelavo kipov za fontane vrtov v Versajski palači in drugih kraljevih rezidencah. Med njimi so bili Pierre Puget, Jacques Sarazin, François Girardon, Jean-Baptiste Tuby, Antoine Coysevox in Edme Bouchardon. Guillaume Coustou je ustvaril posebno imenitno skupino konj za vrtove Château de Marly.
V poznejšem obdobju baroka je Jean Baptiste Lemoyne (1704–1778), direktor Francoske akademije v Rimu, veljal za najboljšega rokokojskega kiparja, čeprav je njegovo slavo zasenčil njegov učenec Jean-Antoine Houdon, ki je vodil prehod francoskega kiparstva iz baroka v klasicizem.
- Kariatide v Pavillon de l'Horloge Jacquesa Sarazina, palača Louvre (1639–40)
- Saturnov ribnik, François Girardon, Versajska palača (1672-1677)
- Jean-Baptiste Tuby, Apolonov voz, vrtovi Versajske palače (1668–70)
- Slava jezdi Pegaza,  Antoine Coysevox za Marlyja, sedaj v Louvru (1701-1702)

## Južna Nizozemska
Južna Nizozemska, ki je ostala pod špansko, rimskokatoliško oblastjo, je imela pomembno vlogo pri širjenju baročnega kiparstva v severni Evropi. Rimskokatoliška protireformacija je zahtevala, da umetniki ustvarjajo slike in kipe v cerkvenem kontekstu, ki bi govorili nepismenim in ne dobro obveščenim. Protireformacija je poudarjala nekatere točke verskega nauka, zaradi česar je določeno cerkveno pohištvo, na primer spovednica, dobilo večji pomen. Ta razvoj je povzročil močno povečanje povpraševanja po religioznih skulpturah v južni Nizozemski. Ključno vlogo je odigral bruseljski kipar François Duquesnoy, ki je večino svoje kariere delal v Rimu. Njegov bolj izpopolnjen baročni slog, ki je bil bližje Berninijevemu klasicizmu, se je v južni Nizozemski razširil prek njegovega brata Jerôma Duquesnoyja (II.) in drugih flamskih umetnikov, ki so študirali v njegovi delavnici v Rimu, kot sta Rombaut Pauwels in morda Artus Quellinus starejši.
Najvidnejši kipar je bil Artus Quellinus starejši, član družine slavnih kiparjev in slikarjev ter bratranec in mojster drugega vidnega flamskega kiparja, Artusa Quellinusa mlajšega. Rojen v Antwerpnu, je nekaj časa preživel v Rimu, kjer se je seznanil z lokalno baročno skulpturo in kiparstvom svojega rojaka Françoisa Duquesnoya. Ob vrnitvi v Antwerpen leta 1640 je s seboj prinesel novo vizijo vloge kiparja. Kipar naj ne bi bil več ornamentalist, temveč ustvarjalec celovite umetnine, v kateri so arhitekturne sestavine nadomestile skulpture. Cerkveno pohištvo je postalo povod za nastanek velikih kompozicij, vpetih v cerkveno notranjščino. Od leta 1650 naprej je Quellinus skupaj z vodilnim arhitektom Jacobom van Campenom 15 let delal na novi mestni hiši v Amsterdamu. Ta gradbeni projekt, ki se zdaj imenuje Kraljeva palača na jezu, in zlasti marmorni okraski, ki sta jih izdelala on in njegova delavnica, so postali zgled za druge zgradbe v Amsterdamu. Skupina kiparjev, ki jo je Artus nadzoroval med delom na amsterdamski mestni hiši, je vključevala številne kiparje, predvsem iz Flandrije, ki bodo sami po sebi postali vodilni kiparji, kot so njegov bratranec Artus Quellinus II., Rombout Verhulst, Bartholomeus Eggers in Gabriël Grupello ter verjetno tudi Grinling Gibbons. Kasneje so njegov baročni idiom razširili na Nizozemskem, v Nemčiji in Angliji. Drug pomemben flamski baročni kipar je bil Lucas Faydherbe (1617-1697), ki je bil iz Mechelena, drugega pomembnega središča baročnega kiparstva v južni Nizozemski. Šolal se je v Antwerpnu v Rubensovi delavnici in odigral pomembno vlogo pri širjenju visokega baročnega kiparstva v južni Nizozemski.
Medtem ko je bila južna Nizozemska v drugi polovici 17. stoletja priča tako strmemu padcu ravni proizvodnje in ugleda svoje slikarske šole, je kiparstvo po pomembnosti nadomestilo slikarstvo pod impulzom domačega in mednarodnega povpraševanja ter množičnih, visoko kakovostnih izdelkov številnih družinskih delavnic v Antwerpnu. Delavnice Quellinusa, Jana in Robrechta Colyn de Nole, Jana in Cornelisa van Milderta, Hubrechta in Norberta van den Eyndeja, Petra I., Petra II. in Hendrika Fransa Verbrugghena, Willema in Willema Ignatiusa Kerricxa, Pietra Scheemaeckersa in Lodewijka Willemsensa so izdelovale zlasti široko paleto kipov, vključno s cerkvenim pohištvom, nagrobnimi spomeniki in majhnimi kipi, izdelanimi iz slonovine in trpežnega lesa, kot je pušpan. Medtem ko je Artus Quellinus starejši predstavljal visoki barok, se je v 1660-ih začela bolj bujna faza baroka, imenovana pozni barok. V tej fazi so dela postala bolj teatralna, manifestirana v religiozno-ekstatičnih upodobitvah in razkošnih, vpadljivih dekoracijah.
- Luis de Benavides Carrillo, markiz Caracena, Artus Quellinus starejši (1664), Kraljevi muzej lepih umetnosti, Antwerpen
- Herkul, Lucas Faydherbe (1640-1650), Musée du Louvre-Lens
- Nagrobni spomenik za Marcasa De Velasca, Pieter Scheemaeckers (1694-1697), cerkev sv. Jakoba, Antwerpen
- Prižnica Bruseljske stolnice, Hendrik Frans Verbruggen (1695-1699)
- Poslednja sodba, Willem Kerricx (1695-1699), cerkev sv. Pavla, Antwerpen

## Nizozemska republika
Po prekinitvi vpliva Španije je pretežno kalvinistična Republika Nizozemska dala enega kiparja mednarodnega slovesa, Hendricka de Keyserja (1565–1621). Bil je tudi glavni arhitekt Amsterdama in ustvarjalec večjih cerkva in spomenikov. Njegovo najbolj znano kiparsko delo je grobnica Viljema Molčečega (1614–1622) v Nieuwe Kerk v Delftu. Grobnica je bila izklesana iz marmorja, prvotno črnega, zdaj pa belega, z bronastimi kipi, ki predstavljajo Viljema Oranskega, Slavo ob njegovih nogah in štiri glavne kreposti na vogalih. Ker je bila cerkev kalvinistična, so bile ženske figure kardinalnih kreposti popolnoma oblečene od glave do pet.
Učenci in pomočniki flamskega kiparja Artusa Quellinusa starejšega, ki je od leta 1650 naprej petnajst let delal na novi mestni hiši v Amsterdamu, so imeli pomembno vlogo pri širjenju baročnega kiparstva v Republiki Nizozemski. Ta gradbeni projekt, ki se zdaj imenuje Kraljeva palača na jezu, in zlasti marmorni okraski, ki sta jih izdelala on in njegova delavnica, so postali zgled za druge zgradbe v Amsterdamu. Številni flamski kiparji, ki so se pridružili Quellinusu pri delu na tem projektu, so pomembno vplivali na nizozemsko baročno kiparstvo. Med njimi je Rombout Verhulst, ki je postal vodilni kipar marmornih spomenikov, vključno z nagrobnimi spomeniki, vrtnimi figurami in portreti.
Drugi flamski kiparji, ki so prispevali k baročnemu kiparstvu v Republiki Nizozemski, so bili Jan Claudius de Cock, Jan Baptist Xavery, Pieter Xavery, Bartholomeus Eggers in Francis van Bossuit. Nekateri izmed njih so izšolali lokalne kiparje. Nizozemski kipar Johannes Ebbelaer (okoli 1666-1706) se je na primer verjetno izobraževal pri Romboutu Verhulstu, Pieterju Xaveryju in Francisu van Bossuitu. Van Bossuit naj bi bil tudi mojster Ignacija van Logterna. Van Logteren in njegov sin Jan van Logteren sta pustila pomemben pečat na celotni amsterdamski fasadni arhitekturi in dekoraciji 18. stoletja. Njihovo delo predstavlja zadnji vrh poznega baroka in prvi rokokojski slog v kiparstvu v nizozemski republiki.
- Grobnica Viljema Molčečega, Hendrick de Keyser (1614-1622)
- Grobnica Van Inen Kniphuisena, Rombout Verhulst in Bartholomeus Eggers (1665–69), cerkev v Midwolde
- Alegorija poletja, Jan Baptist Xavery (1726), Rijksmuseum, Amsterdam
- Dva smejoča se norca, Pieter Xavery (1773), Rijksmuseum, Amsterdam
- Bakh, Jan van Logteren, Calouste Gulbenkian Museum

## Anglija
Na zgodnjebaročno kiparstvo v Angliji je vplival pritok beguncev zaradi verskih vojn na celini. Eden prvih angleških kiparjev, ki je sprejel ta slog, je bil Nicholas Stone (znan tudi kot Nicholas Stone starejši) (1586–1652). Učil se je pri drugem angleškem kiparju, Isaaku Jamesu, nato pa leta 1601 pri znanem nizozemskem kiparju Hendricku de Keyserju, ki se je zatekel v Anglijo. Stone se je z de Keyserjem vrnil na Nizozemsko, se poročil z njegovo hčerko in delal v njegovem studiu na Nizozemskem, dokler se leta 1613 ni vrnil v Anglijo. Stone je prilagodil baročni slog nagrobnih spomenikov, po katerih je bil de Keyser znan, zlasti v grobnici Lady Elizabeth Carey (1617–18) in grobu sira Williama Curla (1617). Tako kot nizozemski kiparji je tudi on prilagodil uporabo kontrastnega črno-belega marmorja v pogrebnih spomenikih, skrbno podrobne draperije ter izdelal obraze in roke z izjemnim naturalizmom in realizmom. Ob istem času, ko je delal kot kipar, je sodeloval tudi kot arhitekt z Inigom Jonesom.
V drugi polovici 18. stoletja je angleško-nizozemski kipar in rezbar Grinling Gibbons (1648–1721), ki se je verjetno šolal v Republiki Nizozemski, ustvaril pomembne baročne skulpture v Angliji, vključno na gradu Windsor in v  palači Hampton Court, stolnici sv. Pavla in drugih londonskih cerkvah. Večina njegovih del je v lipovem lesu (Tilia), zlasti okrasne baročne girlande. Anglija ni imela domače kiparske šole, ki bi lahko zadostila povpraševanju po monumentalnih grobnicah, portretni plastiki in spomenikih genialnim ljudem (tako imenovani angleški vrednoti). Posledično so kiparji s celine igrali pomembno vlogo pri razvoju baročnega kiparstva v Angliji. Različni flamski kiparji so bili dejavni v Angliji od druge polovice 17. stoletja, med njimi Artus Quellinus III., Antoon Verhuke, John Nost, Peter van Dievoet in Laurens van der Meulen. Ti flamski umetniki so pogosto sodelovali z lokalnimi umetniki, kot je Gibbons. Primer je konjeniški kip Karla II., za katerega je Quellinus verjetno izrezljal reliefne plošče za marmorni podstavek po načrtih Gibbonsa.
V 18. stoletju bo baročni slog nadaljeval nov dotok celinskih umetnikov, vključno s flamskimi kiparji Petrom Scheemakersom, Laurentom Delvauxom in Johnom Michaelom Rysbrackom ter Francozom Louisom Françoisom Roubiliacom (1707–1767). Rysbrack je bil eden najpomembnejših kiparjev spomenikov, arhitekturnih okraskov in portretov v prvi polovici 18. stoletja. Njegov slog je združeval flamski barok s klasičnimi vplivi. Vodil je pomembno delavnico, katere rezultati so pustili pomemben pečat na prakso kiparstva v Angliji. Roubiliac je prispel v London okoli leta 1730, po usposabljanju pri Balthasarju Permoserju v Dresdnu in Nicolasu Coustouju v Parizu. Sloves si je pridobil kot portretist, kasneje pa je delal tudi nagrobne spomenike. Njegova najbolj znana dela so vključevala doprsni kip skladatelja Händla, izdelan v času Händlovega življenja za pokrovitelja vrtov Vauxhall in grobnico Josepha in Lady Elizabeth Nightengale (1760). Lady Elizabeth je tragično umrla zaradi lažnega poroda, ki ga je izzval udar strele leta 1731 in nagrobni spomenik je z velikim realizmom zajel patos njene smrti. Njegove skulpture in doprsni kipi so upodabljali njegove subjekte takšne, kot so bili. Oblečeni so bili v običajna oblačila in jim dali naravne drže in izraze, brez herojskih pretvar. Njegovi portretni doprsni kipi izkazujejo veliko živahnost in so se zato razlikovali od Rysbrackove širše obravnave.
- Grobnica Lady Elizabeth Carey, Nicholas Stone (1617-1618), Stowe Nine Churches, Northamptonshire
- Plošča v čast zavezništva med Toskano in Anglijo, Grinling Gibbons (1680–82)
- Sir John Cutler, Artus Quellinus III, (c. 1683) Guildhall
- Doprsni kip Hansa Sloaneja, John Michael Rysbrack, (1753) Britanski muzej
- Georg Friedrich Händel, Louis-François Roubiliac, (1738) Victoria and Albert Museum

## Nemčija in Habsburško cesarstvo
Baročno gibanje se je zlasti razmahnilo konec 17. stoletja in v začetku 18. stoletja v Nemčiji in deželah Habsburškega cesarstva, ki so bile vodene z Dunaja. Veliko število cerkva in kipov so uničili protestantski ikonoklasti med reformacijo in verskimi vojnami, zato so bila narejena številna nova dela, ki so jih nadomestila. Številna nova dela so izražala zmagoslavne teme; Herkul, ki ubija leva, sveti Mihael, ki ubija zmaja in druge teme, ki so predstavljale zmagoslavje katoliške cerkve nad protestanti.
Iz Nizozemske so prišli številni kiparji, ki so sodelovali pri obnovi. Med njimi je bil tudi Hubert Gerhard (1550–1622) iz Amsterdama, Giambolognov učenec, ki mu je nemški bankir Hans Fugger naročil monumentalno fontano za svoj grad v Kirchheimu na Švabskem. To je bil prvi italijanski baročni vodnjak, narejen severno od Alp. Gerhardu so kmalu naročili izdelavo fontane v italijansko-baročnem slogu za mestni trg v Augsburgu in kip sv. Mihaela, ki ubija zmaja, za knežjo rezidenco v Münchnu. Kiparji Hans Krumper (1570–1634), Hans Reichle (1570–1624) in na Nizozemskem rojeni Adrien de Vries (1545–1626) so izdelali podobne monumentalne bronaste fontane in kipe, polne akcije in drame, za cerkvena pročelja in mestne trge na Bavarskem.
Eden najbolj nenavadnih nemških kiparjev v poznem baroku je bil Franz Xaver Messerschmidt, ki je bil znan tako po religioznih skulpturah kot po nizu kiparskih portretov, ki prikazujejo ekstremne ekspresije.
Balthasar Permoser (1651–1732) je preživel štirinajst let v Italiji, od 1675 do 1689, preden je postal dvorni kipar v Dresdnu. Delal je v Benetkah, Rimu in Firencah ter prinesel italijanski barok v Dresden, zlasti v vrtovih in notranji opremi palače Zwinger. Njegovo najbolj znano delo je bila skulptura Apoteoza princa Evgena Savojskega, generala, ki je premagal invazijo Osmanskih Turkov. Princ je upodobljen z nogo na poraženem Turku in z atributi Herkula. Njegova izklesana prižnica za Hofkirche v Dresdnu je še ena mojstrovina baročnega kiparstva.
- Hubert Gerhard, Avgustov vodnjak v Augsburgu, 1589-1594)
- Adriaen de Vries,  Herkul ubije zmaja  (zdaj v palači Waldstein, Praga)
- Vodnjak nadangela Mihaela, Hans Reichle in Augsburg (1603-1606)
- Herkulov vodnjak v Augsburgu, Adriaen de Vries (1596-1602)
- Zehanje , Franz Xaver Messerschmidt (ok. 1770)
- Prižnica Hofkirche v Dresdenu,  Balthasar Permoser

Najbolj dramatično gledališče za baročno kiparstvo v Nemčiji je bila cerkvena arhitektura. Posebej zapletene retable in velike oltarje, ki so natrpani s kipi in se dvigajo skoraj do stropa, so ustvarili Hans Riechle, Jorg Zurn, Hans Degler in drugi umetniki. Družina Michaela Zürna je ustvarila več generacij zelo produktivnih kiparjev, ki so izdelovali figure iz polikromiranega ali pozlačenega lesa in štukature. Še en umetnik, ki je izdelal izjemne retable, je Thomas Schwanthaler.
Na Dunaju so zadnja leta 18. stoletja ustvarila nekaj izjemnih del, ki so zaznamovala prehod iz baroka v rokoko. Med njimi je Padec angelov v cerkvi svetega Mihaela na Dunaju, delo Karla Georga Mervilla.
- Veliki oltar v Ueberlingenu], Jorg Zurn (okoli 1613)
- Sveti Boštjan,  Michael Zürn
- Notranjost Asamkirche v Münchnu, Egid Quirin Asam, s kiparstvom, ki se meša z arhitekturo
- Friesinška kapela, Egid Quirin Asam
- Padec angelov v cerkvi sv.  Mihaela, Dunaj, Karl Georg Merville (1781)

## Španija
Nastanek baročnega sloga v Španiji, tako kot v Italiji, je v veliki meri spodbudila katoliška cerkev, ki ga je med protireformacijo uporabljala kot močno orožje proti protestantom. Velika večina del je bila izdelana za grobnice, oltarje in kapele. Hkrati je bilo 17. stoletje obdobje gospodarskega zatona ter politične in kulturne izolacije; nekaj španskih umetnikov je potovalo v tujino in le peščica severnoevropskih kiparjev, zlasti flamski umetnik José de Arce, je prišla v Španijo. Zaradi tega se je španski barok razvijal neodvisno od preostale Evrope in je imel svoje posebne značilnosti.
Kronanje Filipa V., vnuka Ludvika XIV., za španskega kralja in prvenec Burbonske dinastije na začetku 18. stoletja sta prinesla dramatične spremembe v kulturni politiki in slogu. Naročila za velika umetniška dela je nadziral kralj, ne cerkev in kraljeva akademija umetnosti kot v Franciji, je določala teme, slog in materiale. To obdobje se je nadaljevalo približno do leta 1770.
Veliko število kipov je bilo naročenih za retable, relikviarije in nagrobne spomenike v cerkvah, pa tudi kipe za verske procesije. Pojavile so se nove teme, zlasti dela, posvečena kultu Device Marije. Slog, zasnovan tako, da je priljubljen, nagnjen k realizmu. Najpogosteje uporabljen material je bil les, ki je bil pogosto pobarvan v različne barve. Približno leta 1610 se je pojavil en specifično španski element realizma; kiparji so svojim kipom dali lasulje iz pravih las, uporabili koščke kristala za solze, zobe iz prave slonovine in barvo kože naslikali s skrbnim realizmom.
V začetku 16. stoletja sta bili dve pomembni šoli španskega kiparstva, kastiljska in andaluzijska. Poudarek v kastiljski šoli je bil bolj na žrtvovanju in mučeništvu, z obilico živega trpljenja. Andaluzijska šola je na splošno uporabljala več okraskov in manj nasilja; dojenček Kristus in Devica Marija sta bila pogostejša tema kot v Kastiliji. Prvo središče kastiljskega sloga je bil Valladolid, kjer je od leta 1601 do 1606 bival španski kralj Filip III. Najpomembnejši umetnik zgodnje kastiljske šole je bil Gregorio Fernández (1576–1636). Njegova zgodnja dela so kazala izreden realizem in naturalizem, ki je pokazal vse rane. Njegov Snemanje s križa v Valladolidu, zelo podrobno in realistično, je bilo narejeno za prenašanje v procesijah. Njegov uspeh mu je omogočil, da je ustvaril veliko delavnico s številnimi pomočniki in izdelal zelo velika dela, predvsem retabel stolnice v Plasencii, narejen med letoma 1625 in 1632, ki velja za enega vrhuncev španske umetnosti v prvi polovici 17. stoletja.
- Kristus mučenik, Gregorio Fernandez (okoli 1619), večbarvni les, Valladolid, Vera Cruz
- Spust s križa, Gregorio Fernandez (1623-1625), večbarvni les, Valladolid
- Sveti Frančišek Borgia, Juan Martínez Montañés (1624)
- Retable stolnice v Plasencii, Gregorio Fernandez (1625–1632)
- Oltar Hospital de Caidad v Sevilli (1670–1672) avtorja Pedra Roldána (1624–1699)

Drugo zgodnje središče španskega baročnega kiparstva je bilo mesto Sevilja, ki je bilo močno obogateno z bogastvom španskih kolonij v Novem svetu. Najpomembnejši kipar zgodnje seviljske šole je bil [fJuan Martínez Montañés]] (1568–1649), čigar dela so prikazovala ravnovesje in harmonijo z minimalno količino nasilja in krvi. Drug pomemben seviljski kipar je bil Pedro Roldán (1624–1699), čigar glavno delo je bil razkošen retabel, ki prikazuje Snemanje s križa, narejen za bolnišnico de Caidad v Sevilji (1670–72). Roldánova hči, Luisa Roldán (1654–1704), je prav tako zaslovela s svojim delom in postala prva ženska, imenovana za kraljevo kiparko v Španiji.
Še en pomembni španski baročni kipar je Alonso Cano iz Granade (1601–1634), ki je bil dejaven tudi kot slikar in kipar, njegova dela pa so predstavljala idealiziran naturalizem. Njegov učenec Pedro de Mena (1628–1688) je postal eden najpomembnejših kiparjev seviljske šole s svojimi občutljivimi in realističnimi kipi svetnikov v naravni velikosti.
V zgodnjem 18. stoletju je nastalo več razkošnih baročnih del, vključno z oltarjem El Transparente Narcisa Toméja v Toledu, ogromen oltar, ustvarjen tako, da se ob spreminjanju svetlobe zdi, da se premika. To je bilo eno redkih del v Španiji, ki je bilo izdelano iz brona in marmorja namesto iz lesa. Bil je osrednji del ogromnega umetniškega kompleksa, ki ga sestavljajo kiparstvo, slikarstvo in arhitektura, ki zavzema središče stolnice.
S prihodom Bourbonov na oblast se je središče sveta umetnosti preselilo v Madrid, vir kraljevih naročil. Izolacija španske umetnosti od umetnosti preostale Evrope se je končala s prihodom francoskih in italijanskih umetnikov, ki so bili povabljeni, da okrasijo kraljevo palačo. Prinesel je tudi nova umetniška dela, ki se nagibajo k skrajnosti, vključno z mučeno Glavo svetega Pavla Juana Alonsa Villabrille y Rona, skupaj z bolj občutljivimi deli, vključno s skulpturo svetega Florentinca Francisca Salzilla.
Vladavina Karla III. Španskega (1760–1788) je prinesla nenaden konec španskega baroka in prehod v neoklasicizem. Kralj je leta 1777 odredil, da mora vse oltarne skulpture in retable vnaprej odobriti Kraljeva akademija San Fernando in da je treba v kiparstvu, kadar je to mogoče, uporabljati marmor in kamen, ne lesa.
- ‘’Polaganje Kristusa v grob, Luisa Roldán (1654-1704)
- Brezmadežno spočetje, Alonso Cana, večbarvni les, stolnica v Granadi (1655)
- Marija Magdalena spokornica,  Pedro de Mene (1664)
- ‘’Transparente, Narcis Tomé, marmor in bron, stolnica v Toledu (1704)
- Sveti Frančišek Ksaverij, Luis Salvador Carmona (1750)
- Sv. Florentin, Francisco Salzillo (1755)

## Latinska Amerika
Najzgodnejši baročni kipar in arhitekt, ki je deloval v Latinski Ameriki, je bil Pedro de Noguera (1580-), ki je bil rojen v Barceloni in je bil vajenec v Sevilji. Leta 1619 se je preselil v podkraljestvo Peru, kjer je z Martínom Alonsom de Meso izklesal baročne korne klopi bazilike stolnice v Limi (1619-).
Baročni slog kiparstva so španski in portugalski misijonarji v 18. stoletju prenesli v druge dele Latinske Amerike, ki so jih izdelovali lokalni umetniki. Uporabljali so ga predvsem v cerkvah. Šola Quito v Ekvadorju je bila pomembna skupina baročnih kiparjev. Med vidnimi umetniki šole sta bila Bernardo de Legarda in Caspicara.
Caspicara (1723–1796) je bil ekvadorski umetnik, ki je izdeloval elegantne in okrašene figure za razstavljanje v cerkvah. Bil je osrednja osebnost tako imenovane šole v Quitu.
Aleijadinho (1730 ali 1738 do 1814) je bil sin portugalskega kolonista in afriškega sužnja. Znan je po skupini monumentalnih kipov svetnikov iz steatita ali salovca (1800–1805) za Santuário do Bom Jesus de Matosinhos v Congonhasu, ki je zdaj na Unescovem seznamu svetovne dediščine. Izdelal je tudi vrsto pasijonskih figur v naravni velikosti, ki prikazujejo dogodke, ki so vodili do Kristusovega križanja (1780–90).
- Korne klopi, stolnica v Limi, Peru, Pedro de Noguera (1619-)
- Brezmadežno spočetje Popajan,  Bernardo de Legarda, Quito šola v Ekvadorju (ok. 18. st.)
- Rojstvo, Caspicara, (Metropolitan Museum of Art) (18. st.)
- Prerok Daniel,  Aleijadinho v Congonhasu (1800-1805)
- Kristusiva glava, Aleijadinho v Congonhas, Brazilija
- Pot na Golgoto, Aleijadinho v Congonhasu (1780–1790)